# Circonscription de Nicholls

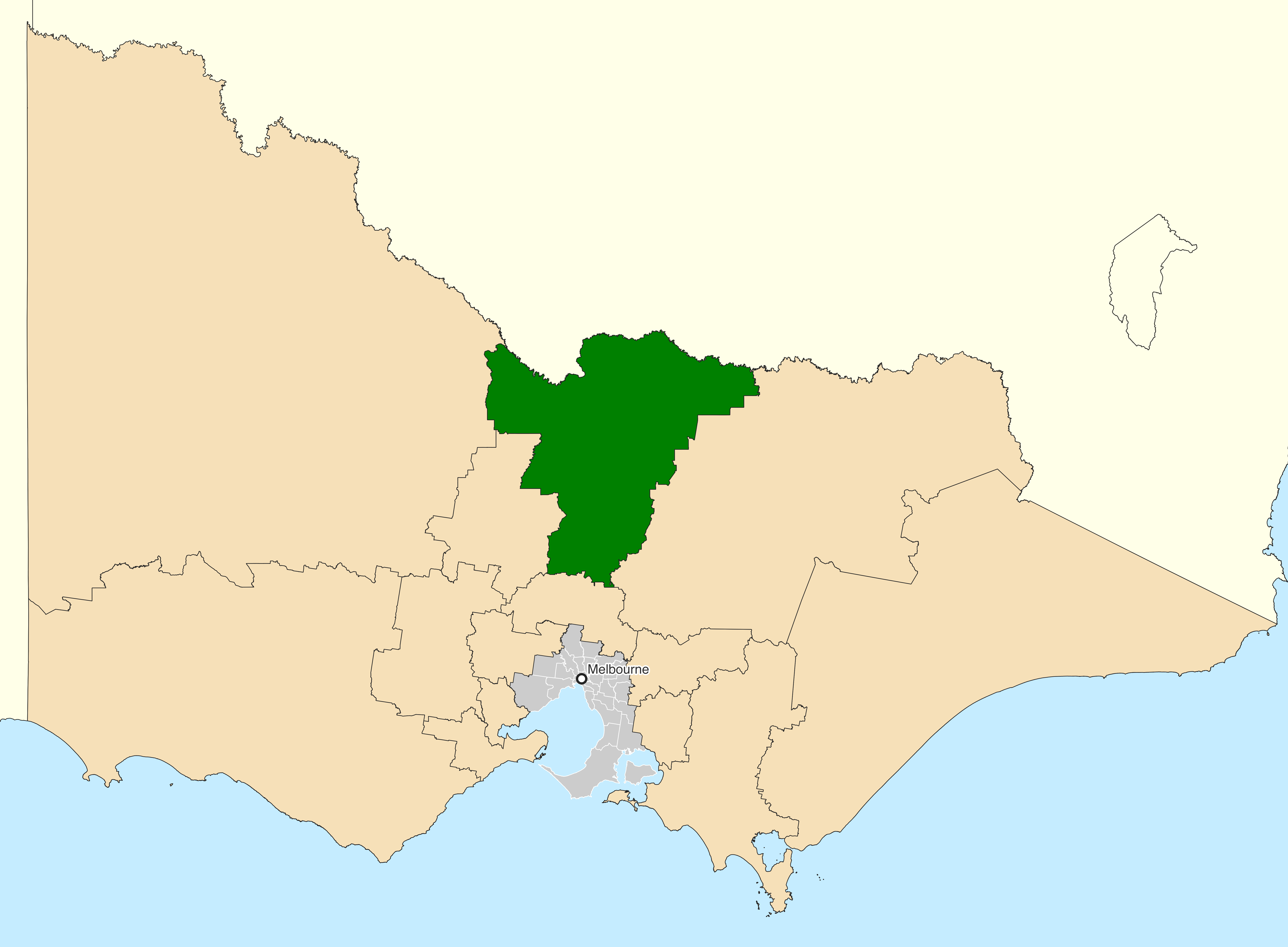
Localisation de Nicholls en Victoria.

La circonscription de Nicholls est une circonscription fédérale australienne en Victoria. Il a été créé en 2019, remplacer Murray.

## Députés
| Image | Nom         | Parti    | Période de mandat |
| ----- | ----------- | -------- | ----------------- |
|       | Damien Drum | National | 2019–2022         |
|       | Sam Birrell | National | 2022–en cours     |